# Prednatjecanje za prvenstvo Jugoslavije u nogometu 1930./31.
Prednatjecanje za prvenstvo Jugoslavije u nogometu 1930./31. peto je po redu izlučno natjecanje za završnicu državnog prvenstva koju je organizirao Jugoslavenski nogometni savez. Prednatjecanje je odigrano od 19. travnja 1931. godine do 30. kolovoza 1931. godine. 

## Natjecateljski sustav
Odlukom izvanredne sjednice Jugoslavenskog nogometnog saveza od 6. travnja 1931. godine prekinuta su sva podsavezna prvenstva. Prednatjecanje su prema toj odluci izborile momčadi na osnovu plasmana iz prethodnog prvenstva što je za pojedine klubove bila nepravedna odluka s obzirom na to da su u jesenskom dijelu podsaveznih prvenstava postigli bolji učinak. Momčadi su bile razvrstane u 3 skupine. U završnicu državnog prvenstva nakon odigravanja utakmica po dvokružnom natjecateljskom sustavu plasirale su se tri najbolje momčadi iz 1. skupine, dvije najbolje momčadi iz 2. skupine, te pobjednik 3. skupine.
| Podsavez         | Prvenstvo | Klub                     | Prednatjecanje prvenstva JNS-a |
| ---------------- | --------- | ------------------------ | ------------------------------ |
| Zagrebački       | 1930./31. | HAŠK (Zagreb)            | 1. skupina                     |
| Zagrebački       | 1930./31. | Concordia (Zagreb)       | 1. skupina                     |
| Zagrebački       | 1930./31. | Građanski (Zagreb)       | 1. skupina                     |
| Splitski         | 1931.     | Hajduk (Split)           | 1. skupina                     |
| Beogradski       | 1930./31. | BSK (Beograd)            | 2. skupina                     |
| Beogradski       | 1930./31. | Jugoslavija (Beograd)    | 2. skupina                     |
| Beogradski       | 1930./31. | Soko (Beograd)           | 2. skupina (doigravanje)       |
| Ljubljanski      | 1930./31. | Ilirija (Ljubljana)      | 1. skupina                     |
| Ljubljanski      | 1930./31. | Primorje (Ljubljana)     | 1. skupina                     |
| Ljubljanski      | 1930./31. | 1. SSK Maribor (Maribor) | 1. skupina *                   |
| Subotički        | 1930./31. | Bačka (Subotica)         | 3. skupina                     |
| Subotički        | 1930./31. | SAND (Subotica)          | 3. skupina                     |
| Sarajevski       | 1930./31. | Slavija (Sarajevo)       | 2. skupina                     |
| Sarajevski       | 1930./31. | SAŠK (Sarajevo)          | 2. skupina                     |
| Osječki          | 1930./31. | Slavija (Osijek)         | 3. skupina                     |
| Osječki          | 1930./31. | Građanski (Osijek)       | 3. skupina                     |
| Skopski          | 1930./31. | Jug (Skoplje)            | 2. skupina                     |
| Skopski          | 1930./31. | SSK (Skoplje)            | 2. skupina (doigravanje)       |
| Novosadski       | 1930./31. | Vojvodina (Novi Sad)     | 3. skupina                     |
| Novosadski       | 1930./31. | Mačva (Šabac)            | 3. skupina                     |
| Velikobečkerečki | 1930./31. | Obilić (Veliki Bečkerek) | 3. skupina                     |
| Velikobečkerečki | 1930./31. | PSK (Pančevo)            | 3. skupina **                  |

- * SK Maribor nije igrao prednatjecanje
- ** “Dušan Silni“ (Vršac) nije igrao prednatjecanje, a uoči ždrijeba zamijenio ga je PSK (Pančevo)

## Rezultati

### 1. skupina
| Rezultatska križaljka | GRZ | HAJ | CON | HAŠ | ILI  | PRI  |
| --------------------- | --- | --- | --- | --- | ---- | ---- |
| Građanski (Zagreb)    | GRZ | 2:1 | 2:0 | 2:0 | 1:1  | 2:1  |
| Hajduk (Split)        | 1:1 | HAJ | 5:1 | 5:2 | 14:0 | 5:1  |
| Concordia (Zagreb)    | 2:1 | 2:1 | CON | 1:1 | 3:2  | 7:2  |
| HAŠK                  | 0:1 | 1:2 | 7:3 | HAŠ | 6:1  | 10:3 |
| Ilirija (Ljubljana)   | 0:1 | 3:3 | 4:2 | 1:8 | ILI  | 2:1  |
| Primorje (Ljubljana)  | 0:3 | 0:5 | 0:2 | 5:3 | 4:1  | PRI  |

3. 5. 1931. Concordia – HAŠK 1:1

10. 5. 1931. Concordia – Ilirija 3:2, Primorje – HAŠK 5:3

14. 5. 1931. Građanski – HAŠK 2:0

17. 5. 1931. Građanski – Primorje 2:1

31. 5. 1931. Ilirija – Građanski 0:1, Hajduk – Primorje 5:1

4. 6. 1931. Građanski – Concordia 1:2

7. 6. 1931. Hajduk – Ilirija 14:0, HAŠK – Građanski 0:1, Primorje – Concordia 0:2

14. 6. 1931. Concordia – Hajduk 2:1, Ilirija – HAŠK 1:8

21. 6. 1931. Građanski – Hajduk 2:1, Ilirija – Concordia 4:2

5. 7. 1931. Primorje – Ilirija 4:1, HAŠK – Hajduk 1:2

12. 7. 1931. HAŠK – Concordia 7:3, Primorje – Hajduk 0:5

19. 7. 1931. Concordia – Primorje 7:2, Ilirija – Hajduk 3:3

26. 7. 1931. HAŠK – Primorje 10:3, Hajduk – Građanski 1:1

2. 8. 1931. Građanski – Ilirija 1:1

9. 8. 1931. Hajduk – Concordia 5:1, HAŠK – Ilirija 6:1, Primorje – Građanski 0:3

23. 8. 1931. Hajduk – HAŠK 5:2, Građanski – Concordia 2:0, Ilirija – Primorje 2:1

| mj | naziv kluba          | uta | pob | neo | izg | pop | pri | bod |
| -- | -------------------- | --- | --- | --- | --- | --- | --- | --- |
| 1. | Građanski (Zagreb)   | 10  | 7   | 2   | 1   | 16  | 6   | 16  |
| 2. | Hajduk (Split)       | 10  | 6   | 2   | 2   | 42  | 13  | 14  |
| 3. | Concordia (Zagreb)   | 10  | 5   | 1   | 4   | 23  | 25  | 11  |
| 4. | HAŠK (Zagreb)        | 10  | 4   | 1   | 5   | 38  | 24  | 9   |
| 5. | Ilirija (Ljubljana)  | 10  | 2   | 2   | 6   | 15  | 43  | 6   |
| 6. | Primorje (Ljubljana) | 10  | 2   | 0   | 8   | 17  | 40  | 4   |

U završnicu državnog prvenstva plasirali su se: Građanski, Hajduk i Concordia.

### 2. skupina
Doigravanje za plasman u 2. skupinu
| Datum             | Mjesto  | Momčadi                        | Rezultat |
| ----------------- | ------- | ------------------------------ | -------- |
| 19. travnja 1931. | Skoplje | SSK (Skoplje) – Soko (Beograd) | 2:3      |
| 26. travnja 1931. | Beograd | Soko (Beograd) – SSK (Skoplje) | 4:1      |

- U 2. skupinu plasirao se Soko

| Rezultatska križaljka | BSK  | SAŠ | JUG | SLS | SOK | JUG |
| --------------------- | ---- | --- | --- | --- | --- | --- |
| BSK (Beograd)         | BSK  | 5:2 | 3:0 | 6:0 | 3:1 | 7:0 |
| SAŠK (Sarajevo)       | 2:0  | SAŠ | 2:1 | 4:1 | 2:0 | 3:1 |
| Jugoslavija (Beograd) | 2:2  | 6:2 | JUG | 5:1 | 3:2 | 6:2 |
| Slavija (Sarajevo)    | 1:3  | 0:3 | 2:0 | SLS | 2:2 | 2:1 |
| Soko (Beograd)        | 2:5  | 2:1 | 3:3 | 0:2 | SOK | 1:1 |
| Jug (Skoplje)         | 2:12 | 0:3 | 1:3 | 2:4 | 2:4 | JUG |

3. 5. 1931. Soko – SAŠK 2:1

10. 5. 1931. Soko – Jug 1:1, Slavija (S) – Jugoslavija 2:0

17. 5. 1931. BSK – Jug 7:0, Slavija (S) – SAŠK 0:3

24. 5. 1931. BSK – Soko 3:1

7. 6. 1931. BSK – Jugoslavija 3:0

14. 6. 1931. Jugoslavija – Soko 3:2

21. 6. 1931. BSK – SAŠK 5:2

28. 6. 1931. SAŠK – Jug 5:1, Soko – Slavija (S) 0:2 

5. 7. 1931. BSK – Slavija (S) 6:0, Jug – Jugoslavija 1:3, SAŠK – Soko 2:0 

12. 7. 1931. Jugoslavija – SAŠK 6:2, Slavija (S) – Jug 2:1

19. 7. 1931. Jugoslavija – Soko 3:3, Jug – BSK 2:12, SAŠK – Slavija (S) 4:1

26. 7. 1931. SAŠK – Jugoslavija 2:1, BSK – Soko 5:2), Jug – Slavija (S) 2:4

9. 8. 1931. SAŠK – BSK 2:0, Jugoslavija – Slavija (S) 5:1, Jug – Soko 2:4 

16. 8. 1931. Jugoslavija – BSK 2:2, Slavija (S) – Soko 2:2, Jug – SAŠK 0:3 

23. 8. 1931. Jugoslavija – Jug 6:2, Slavija (S) – BSK 1:3
| mj | naziv kluba           | uta | pob | neo | izg | pop | pri | bod |
| -- | --------------------- | --- | --- | --- | --- | --- | --- | --- |
| 1. | BSK (Beograd)         | 10  | 8   | 1   | 1   | 46  | 12  | 17  |
| 2. | SAŠK (Sarajevo)       | 10  | 7   | 0   | 3   | 26  | 16  | 14  |
| 3. | Jugoslavija (Beograd) | 10  | 5   | 2   | 3   | 29  | 20  | 12  |
| 4. | Slavija (Sarajevo)    | 10  | 4   | 1   | 5   | 15  | 26  | 9   |
| 5. | Soko (Beograd)        | 10  | 2   | 3   | 5   | 17  | 24  | 7   |
| 6. | Jug (Skoplje)         | 10  | 0   | 1   | 9   | 12  | 47  | 1   |

U završnicu državnog prvenstva plasirali su se BSK i SAŠK.

### 3. skupina
| Rezultatska križaljka    | MAČ | SLO | VOJ | BAČ | OBI | GRO | SAN | PSK  |
| ------------------------ | --- | --- | --- | --- | --- | --- | --- | ---- |
| Mačva (Šabac)            | MAČ | 0:1 | 1:0 | 1:0 | 1:0 | 1:0 | 0:1 | 4:2  |
| Slavija (Osijek)         | 2:5 | SLO | 5:0 | 5:1 | 6:0 | 1:0 | 2:5 | 10:0 |
| Vojvodina (Novi Sad)     | 3:0 | 3:1 | VOJ | 3:0 | 6:3 | 0:0 | 4:1 | 8:0  |
| Bačka (Subotica)         | 0:1 | 1:0 | 0:2 | BAČ | 2:4 | 3:2 | 1:0 | 5:1  |
| Obilić (Veliki Bečkerek) | 1:4 | 3:2 | 3:4 | 1:3 | OBI | 4:3 | 6:0 | 5:1  |
| Građanski (Osijek)       | 0:2 | 5:0 | 5:1 | 1:5 | 3:0 | GRO | 2:0 | 8:2  |
| SAND (Subotica)          | 0:1 | 0:1 | 2:1 | 1:4 | 5:0 | 2:2 | SAN | 6:2  |
| PSK (Pančevo)            | 0:1 | 3:5 | 3:0 | 1:3 | 1:2 | 5:5 | 3:1 | PSK  |

3. 5. 1931. SAND – Bačka 0:1, Mačva – Vojvodina 1:0, Obilić – PSK 5:1, Građanski – Slavija (O) 0:1

10. 5. 1931. Građanski – SAND 2:0, Mačva – Obilić 1:0, PSK – Vojvodina 3:0

11. 5. 1931. Bačka – Slavija 1:0

17. 5. 1931. Građanski – Bačka 1:5, Vojvodina – Obilić 6:3, PSK – Mačva 0:1, SAND – Slavija (O) 0:1

7. 6. 1931. Građanski – PSK 8:2, Mačva – Bačka 1:0, Obilić – Slavija (O) 3:2

14. 6. 1931. SAND – Mačva 0:1, Vojvodina – Bačka 3:0, Građanski – Obilić 3:0, PSK – Slavija (O) 3:5

21. 6. 1931. Mačva – Slavija (O) 5:2, Obilić – Bačka 1:3, SAND – PSK 6:2, Građanski – Vojvodina 5:1

28. 6. 1931. SAND – Vojvodina 2:1

5. 7. 1931. SAND – Obilić 5:0, Vojvodina – Slavija (O) 3:1, PSK – Bačka 1:3, Građanski – Mačva 0:2

12. 7. 1931. Vojvodina – Mačva 3:0, PSK – Obilić 1:2, Bačka – SAND 4:1, Slavija (O) – Građanski 2:0

19. 7. 1931. Obilić – Mačva 1:4, Slavija (O) – Bačka 5:1, Vojvodina – PSK 8:0, SAND – Građanski 2:2

26. 7. 1931. Bačka – Građanski 3:2, Slavija (O) – SAND 5:2, Mačva – PSK 4:0, Obilić – Vojvodina 3:4

2. 8. 1931. Bačka – Mačva 0:1, Vojvodina – SAND 4:1

9. 8. 1931. Mačva – SAND 0:1, Bačka – Vojvodina 0:2, Slavija (O) – PSK 10:0, Obilić – Građanski 4:3

16. 8. 1931. Slavija (O) – Mačva 1:0, Bačka – Obilić 2:4, Vojvodina – Građanski 0:0, PSK – SAND 3:1

23. 8. 1931. Obilić – SAND 6:0, Bačka – PSK 5:1, Mačva – Građanski 1:0, Slavija (O) – Vojvodina 5:0

30. 8. 1931. PSK – Građanski 3:3, Slavija (O) – Obilić 6:0
| mj | naziv kluba              | uta | pob | neo | izg | pop | pri | bod |
| -- | ------------------------ | --- | --- | --- | --- | --- | --- | --- |
| 1. | Mačva (Šabac)            | 14  | 11  | 0   | 3   | 22  | 8   | 22  |
| 2. | Slavija (Osijek)         | 14  | 10  | 0   | 4   | 46  | 18  | 20  |
| 3. | Vojvodina (Novi Sad)     | 14  | 8   | 1   | 5   | 35  | 24  | 17  |
| 4. | Bačka (Subotica)         | 14  | 8   | 0   | 6   | 28  | 23  | 16  |
| 5. | Obilić (Veliki Bečkerek) | 14  | 6   | 0   | 8   | 32  | 41  | 12  |
| 6. | Građanski (Osijek)       | 14  | 4   | 3   | 7   | 29  | 26  | 11  |
| 7. | SAND (Subotica)          | 14  | 4   | 1   | 9   | 21  | 32  | 9   |
| 8. | PSK (Pančevo)            | 14  | 2   | 1   | 11  | 20  | 61  | 5   |

U završnicu državnog prvenstva plasirala se Mačva.

## Poveznice
- Prvenstvo Jugoslavije u nogometu 1930./31.